# Verordnung (EU) 2021/1119 (Europäisches Klimagesetz)
Die Verordnung (EU) 2021/1119 (Europäisches Klimagesetz, auch EU-Klimagesetz genannt) ist eine Verordnung der Europäischen Union (EU), die für die EU verbindliche Minderungsziele für Treibhausgasemissionen festlegt und einen Rahmen für Maßnahmen bildet, mit denen diese Ziele erreicht werden sollen.
Das Klimagesetz legt als langfristiges Klimaziel der EU die Klimaneutralität bis 2050 fest. Als Zwischenziel sollen die Netto-Treibhausgasemissionen bis 2030 um 55 % gesenkt werden. Das Klimagesetz ist der die verschiedenen Wirtschaftssektoren übergreifende rechtliche Rahmen der EU-Klimapolitik. Die EU und ihre Mitgliedstaaten müssen Maßnahmen ergreifen, um diese Klimaziele und den Beitrag der EU zum Übereinkommen von Paris zu verwirklichen. Die Treibhausgasemissionen der EU sollen schrittweise unumkehrbar verringert und der Abbau von Treibhausgasen aus der Atmosphäre gesteigert werden. Das Gesetz verlangt zudem qualitative Maßnahmen zur Anpassung an die nicht mehr vermeidbaren Klimaänderungen.

## Hintergrund und Entstehung
Im Übereinkommen von Paris von 2015 haben sich die meisten Staaten der Welt verpflichtet, die globale Erwärmung auf deutlich unter 2° C, möglichst auf 1,5° C zu begrenzen (→ 1,5-Grad-Ziel, Zwei-Grad-Ziel). Um dies zu erreichen, wollen die Vertragsstaaten ihre Treibhausgasemissionen entsprechend den national festgelegten Beiträgen (NDCs) verringern. Die Europäische Union als Ganzes und ihre Mitgliedstaaten sind Vertragsparteien des Übereinkommens und haben NDCs vorgelegt.
In ihrem Europäischen Grünen Deal vom Dezember 2019 hat die Europäische Kommission vorgeschlagen, die Wirtschaft in der EU zu dekarbonisieren. In einem europäischen Klimagesetz sollten die langfristigen Rahmenbedingungen für den unumkehrbaren Übergang in eine kohlenstofffreie Wirtschaft rechtlich verbindlich verankert werden. Am 4. März 2020 legte die Kommission einen Entwurf des Europäischen Klimagesetzes vor. Er sah unter anderem vor, bis September 2020 das bis dahin bestehende europäische Klimaziel, die Treibhausgasemissionen bis 2030 um 40 % gegenüber 1990 zu reduzieren, zu überprüfen und Optionen für eine Verschärfung auf 50 bis 55 % zu untersuchen. Bis 2050 sollte Treibhausgasneutralität erreicht werden. Viele Umweltverbände und Wissenschaftler kritisierten den Entwurf als unzureichend. Sie bemängelten unter anderem fehlende Zwischenziele. Zwölf EU-Mitgliedstaaten, nämlich Österreich, Dänemark, Finnland, Frankreich, Italien, Lettland, Luxemburg, die Niederlande, Portugal, Slowenien, Spanien und Schweden, aber nicht Deutschland, forderten eine Verschärfung des Klimaziels für 2030 noch vor der nächsten UN-Klimakonferenz in Glasgow 2021.
Im September 2020 stellte die Kommission Pläne für ein Minderungsziel von 55 % bis 2030 vor. Auch aus Sorge, dass eine von der Kommission geplante Anrechnung von Kohlenstoffsenken die Klimaziele aufweichen würde, stimmte das Europaparlament am 7. Oktober 2020 für ein ambitionierteres Zwischenziel von −60 % bis 2030 und für die Aufnahme eines weiteren Zwischenziels für 2040. Die EU als Ganzes verpflichtete sich im Dezember 2020 in ihrem national festgelegten Beitrag (NDC) zum Übereinkommen von Paris, ihre Treibhausgasemissionen bis 2030 um mindestens 55 % gegenüber dem Stand von 1990 zu reduzieren. Am 24. Juni 2021 verabschiedete das Europäische Parlament die finale Fassung des Gesetzes mit einem Minderungsziel von 55 %, beschränkte aber die Anrechnung negativer Emissionen auf maximal 225 Mio. t CO2eq. Der Europäische Rat stimmte am 28. Juni 2021 zu. Die Verordnung (EU) 2021/1119 (EU-Klimagesetz) trat am 29. Juli 2021 in Kraft.
Das Klimagesetz bildet einen Rahmen für die Klimaschutz- und -anpassungsbemühungen der EU, es legt keine konkreten Maßnahmen fest. Es schrieb aber vor, dass die Europäische Kommission bis zum 30. Juni 2021 prüfen sollte, mit welchen Maßnahmen sich die Klimaziele erreichen ließen. Dementsprechend legte die Kommission am 14. Juli 2021 ein Legislativpaket vor, darunter ein Teilpaket namens Fit for 55 zur Erreichung der Emissionsminderung von −55 % bis 2030.

## Anwendungsbereich
Die Verordnung gilt für anthropogene Emissionen der wichtigsten Treibhausgase, nämlich Kohlenstoffdioxid (CO2), Methan (CH4), Lachgas (N2O), Fluorkohlenwasserstoffe (HFKW, FKW) sowie Stickstofftrifluorid (NF3) und Schwefelhexafluorid (SF6), und deren Abbau in Senken.

## Klimaziele
Die EU verpflichtet sich, ihre Treibhausgasemissionen bis 2050 auf „netto-null“ zu verringern. Das bedeutet, dass dann nicht mehr Treibhausgase emittiert werden dürfen, als in Kohlenstoffsenken abgebaut werden, beispielsweise in Wäldern oder Mooren. Für die Zeit nach 2050 strebt die EU negative Emissionen an, also einen Netto-Abbau von Treibhausgasen aus der Atmosphäre.
Als Schritt auf dem Weg dahin will die EU bis 2030 ihre Emissionen gegenüber denen des Jahres 1990 um netto 55 % vermindern. Ein Abbau in Senken soll dabei in Höhe von höchstens 225 Mio. t CO2eq rechnerisch berücksichtigt werden.
Im Jahr 2023 und danach alle fünf Jahre wird im Rahmen des Übereinkommens von Paris eine globale Bestandsaufnahme der Klimaschutzanstrengungen aller Vertragsparteien durchgeführt (Global Stocktake). Spätestens sechs Monate nach der ersten Bestandsaufnahme muss die EU-Kommission ein Zwischenziel für das Jahr 2040 vorschlagen.[veraltet] Sie kann nach der zweiten globalen Bestandsaufnahme eine Änderung dieses Zwischenziels empfehlen.
Die Ziele des Europäischen Klimagesetzes sind nur für die EU als Ganzes bezogen. Die Mitgliedstaaten müssen aber in Integrierten Nationalen Energie- und Klimaplänen (NECP) Dekarbonisierungsziele vorlegen und Strategien, wie sie diese erreichen wollen. Die in den NECP vorgelegten Ziele müssen mit denen der EU vereinbar sein. Die Anstrengungen zum Klimaschutz sollen fair und solidarisch zwischen den EU-Mitgliedern aufgeteilt werden, Deutschland hat sich als wirtschaftlich starkes Land dementsprechend schon zu Klimaneutralität bis 2045 verpflichtet.
Konkrete Minderungsziele für verschiedene Wirtschaftsbereiche und für die Mitgliedstaaten werden in anderen Rechtsakten festgelegt: Die Emissionshandelsrichtlinie regelt insbesondere das EU-Emissionshandelssystem, das EU-weit Emissionen in den Sektoren Industrie, Energie, Luft- und Schiffsverkehr umfasst und deckelt. Die Lastenteilungsverordnung gilt für die übrigen Wirtschaftsbereiche – darunter vor allem Gebäude und Verkehr – und legt für die einzelnen Mitgliedstaaten konkrete Emissionsobergrenzen bis 2030 fest. Die LULUCF-Verordnung enthält Klimaschutzpflichten der Mitgliedstaaten in den Bereichen Landnutzung, Landnutzungsänderung und Forstwirtschaft. Daneben gibt es auf Unionsebene zahlreiche weitere Rechtsakte zum Klimaschutz.

## Klimaanpassung
Die EU nimmt sich im Klimagesetz vor, ihre Anpassungsfähigkeit an die Erderwärmung kontinuierlich zu verbessern. Dazu sollen die EU und einzelnen Mitgliedstaaten kohärente Anpassungsstrategien entwickeln. Diese Strategien sollen in allen Politikbereichen einbezogen werden.
Die EU-Kommission nahm am 24. Februar 2021 die Anpassungsstrategie mit dem Titel „Ein klimaresilientes Europa aufbauen“ für die EU an. Sie löste damit die 2013 angenommene und bis 2021 geltende Anpassungsstrategie ab.
Bis zum 30. Juli 2022 erlässt die Kommission Leitlinien mit gemeinsamen Grundsätzen und Verfahren für die Ermittlung, Einstufung und aufsichtsrechtliche Bewältigung wesentlicher physischer Klimarisiken bei der Planung, Entwicklung, Durchführung und Überwachung von Projekten und Programmen.

## Berichterstattung und Überwachung
Die Verordnung richtet einen Wissenschaftlichen Beirat zum Klimawandel ein. Seine Aufgabe ist es, über die Klimaziele, Maßnahmen und Emissionen der EU zu berichten. Der Beirat soll in seinen Berichten darauf eingehen, inwieweit diese mit den Verpflichtungen gemäß dem Übereinkommen von Paris im Einklang sind und welche Möglichkeiten es noch gibt, wie die EU ihre Klimaziele erreichen kann.
Mit der Verordnung für das Europäische Klimagesetz wurde auch die Governance-Verordnung angepasst: Fortschrittsberichte zu den Nationalen Energie- und Klimaplänen (NECP) müssen auch auf das Klimaneutralitätsziel eingehen. Das Governance-System, das vor allem für den Bereich der erneuerbaren Energien galt, wird mit dem EU-Klimagesetz auf den Klimaschutz insgesamt ausgeweitet.
Die Kommission muss:
- alle fünf Jahre die Fortschritte der EU und ihrer Mitgliedstaaten im Hinblick auf die Klimaziele und die Anpassung bewerten und beurteilen, ob sie zur Verwirklichung dieser Ziele im Einklang miteinander stehen;
- prüfen, ob die geplante EU-Gesetzgebung und Haushaltsvorschläge mit den Klimazielen vereinbar sind;
- Empfehlungen an die Mitgliedstaaten aussprechen, wenn deren Maßnahmen nach Ansicht der Kommission nicht mit den Zielen der Klimaneutralität vereinbar sind oder die Anpassungsfähigkeit nicht verbessern.

Nach jeder globalen Bestandsaufnahme im Rahmen des Übereinkommens von Paris berichtet die EU-Kommission dem EU-Parlament und dem Rat über die Durchführung des Klimagesetzes und kann dabei Änderungen an dem Gesetz vorschlagen.

## Bewertung
Der Rechtswissenschaftler Walter Frenz bezeichnet den rechtlichen Rahmen des Klimagesetzes als „sehr strikt“, weil die Kommission nicht auf Vertragsverletzungsverfahren nach Art. 260 AEUV beschränkt ist, sondern die Mitgliedstaaten der Kommission berichten müssen und die Kommission anhand klar definierter Klimaziele die nationalen Maßnahmen bewerten muss. Zwar kann die Kommission Verschärfungen nur empfehlen, die Veröffentlichungspflicht dieser Empfehlung würde aber in ökologisch sensibilisierten Staaten eine faktische Verbindlichkeit bedeuten.